# Prințesa Isabela a Bavariei
Prințesa Isabella Maria Elisabeth de Bavaria (n. 31 august 1863, München, Regatul Bavariei – d. 26 februarie 1924, Roma, Regatul Italiei) a fost al treilea copil și fiica cea mare a Prințului Adalbert al Bavariei și a soției acestuia, Infanta Amelia Filipina a Spaniei. Prin căsătoria cu Prințul Tomaso, Duce de Genova, ea a devenit Ducesă de Genova.